# 川西藏区
川西藏区，泛指四川省甘孜州、阿坝州、雅安市和凉山州部分地区。

## 民族文化
川西藏区基本上为藏文化的康区。

## 风景名胜
- 阿坝州九寨沟、黄龙寺、四姑娘山、卧龙、若尔盖高原。
- 甘孜州贡嘎山景区、海螺沟景区、木格措景区、伍须海景区、二郎山景区、塔公景区、泸定桥、德格印经院、塔公寺、白利寺、理塘寺等风景
- 雅安市田湾河景区、碧峰峡、蒙顶山等。

## 土特产品
盛产虫草、贝母、天麻、黄芪、麝香、熊胆、鹿茸、党参、松茸、核桃、梨、桃、杏、橙、葡萄、苹果、石榴、樱桃、牦牛、山羊、冷水鱼等。

## 野生动物
- 熊猫、金丝猴、扭角羚、水獭、獐、鹿、熊、豹等50多种。

## 经典歌曲
- 〈康定情歌〉